# Horzumkeserler, Alaşehir
Horzumkeserler là một xã thuộc huyện Alaşehir, tỉnh Manisa, Thổ Nhĩ Kỳ. Dân số thời điểm năm 2011 là 760 người.